# Remote
Remote  é um filme de comédia e aventura estadunidense de 1993 dirigido por Ted Nicolaou e escrito por Mike Farros. 
É o segundo filme lançado pela Moonbeam Entertainment.

## Sinopse
Quando Randy (Chris Carrara), é forçado a esconder seus brinquedos de controle remoto em uma casa modelo, ele atravessa o caminho de três presos foragidos. Com o uso de seus brinquedos, Randy tenta capturar os três bandidos.